# 新街街道 (自贡市)
新街街道，是中华人民共和国四川省自贡市自流井区下辖的一个乡镇级行政单位。

## 行政区划
新街街道下辖以下地区：
龙凤山社区、后山坡社区、骑坳井社区、小桥井社区、桐梓坳社区、富台山社区、大缺口社区和大岩洞社区。